# Châtilloni kongresszus
A châtilloni kongresszus 1814. február 5-től március 19-ig a franciaországi Châtillon-sur-Seine-ben zajlott, utolsó kísérletként a felszabadító háborúk során a békekötésre I. Napóleon francia császár és az ellene fellépő szövetséges államok között. A békekötés folyamatát azonban lezárta a március 1-jén megalakult chaumont-i négyes szövetség, chaumont-i szövetség, vagy chaumont-i szerződés, amely a háború folytatásával Napóleon teljes legyőzését tűzte ki célul.

## Története

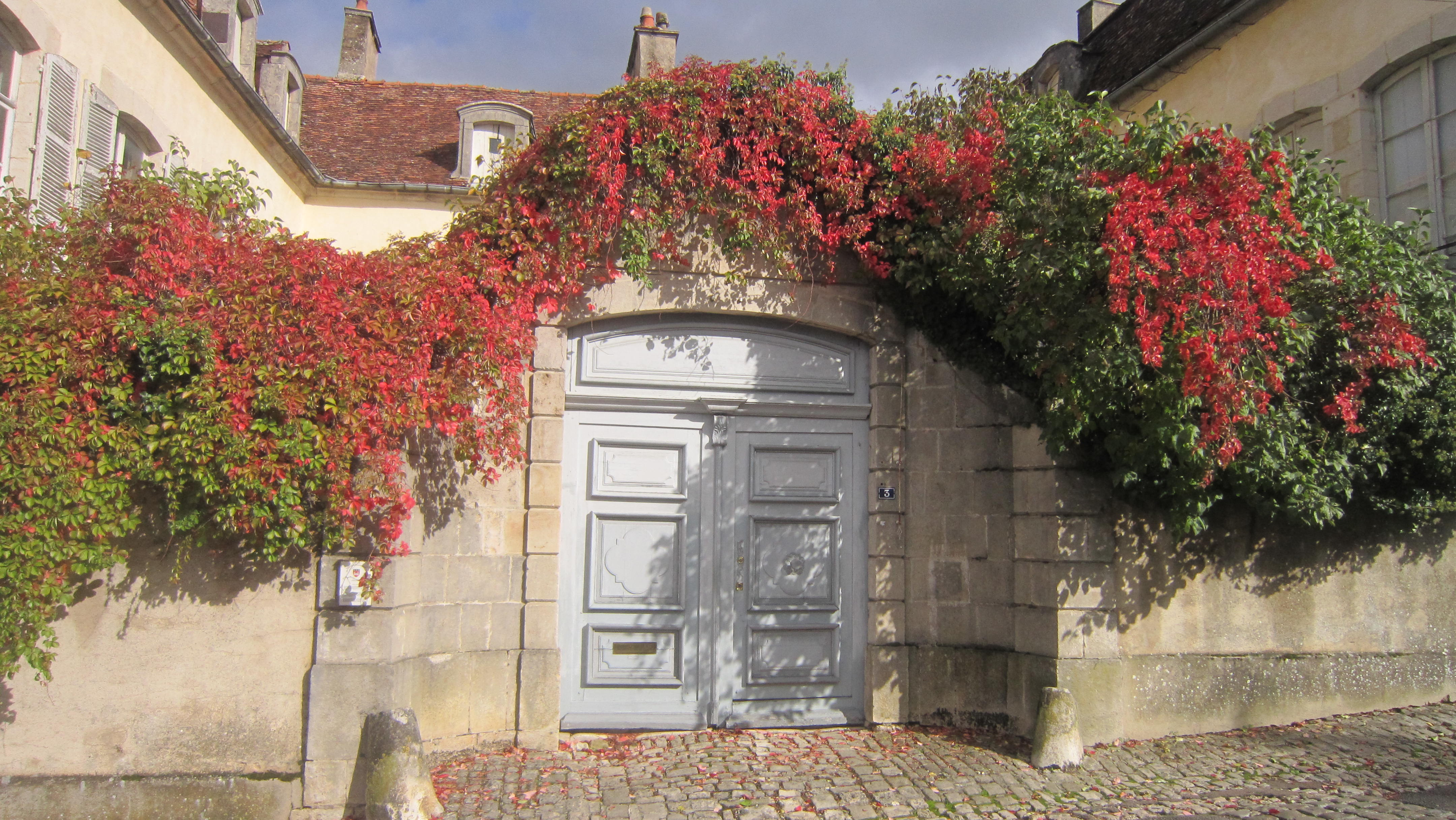
Az Hôtel du Congrès Châtillon-sur-Seine-ben, amelyben a kongresszust tartották, 1983 óta történelmi műemlék

Bár a szövetségesek franciaországi inváziója után a napóleoni csapatokat számbelileg jelentősen felülmúlták, bebizonyosodott, hogy Napóleon még mindig veszélyes ellenfél volt. Ez volt a háttere annak, hogy Napóleonnal tárgyalni kezdtek. Február 5-én Châtillon-sur-Seine-ben kezdődtek a tárgyalások. Ausztriát a tárgyaláson Johann Philipp von Stadion, Oroszországot Andrej Kirillovics Razumovszkij, az Egyesült Királyságot William Cathcart, Cathcart első earlje, Charles William Vane és George Hamilton-Gordon, Aberdeen 4. earlje, a Porosz Királyságot Wilhelm von Humboldt, míg Napóleont Armand de Caulaincourt képviselte.
Az előző békeajánlat garantálta Franciaország természetes határait, a rajnai határtól keletre. Ekkor viszont többé már szó sem volt erről. A szövetségesek csak az 1792-es határokat voltak hajlandóak garantálni, vagyis a korábbi koalíciós háborúk hódításai előtti állapotot. I. Sándor orosz cár ezeket a feltételeket enyhéknek találta, s kikényszerítette a tárgyalások megszakítását. Ő folytatni akarta a háborút, egészen Párizs bevételéig, majd ragaszkodott ahhoz, hogy Napóleon lemondásával együtt a családja is lemondjon nepotista szerzeményeiről. Napóleon viszont nem volt hajlandó elfogadni az 1792-es határokat. Február közepén, a franciák nagy katonai sikerei után, az hogy az osztrákok is tűzszünetet kértek volna, fokozta a negatív francia hozzáállást. Napóleon azt írta Ferenc osztrák császárnak: „Nincs egy francia sem, aki nem inkább meghalna, mint azt a feltételt elfogadja, hogy Franciaország Anglia rabszolgája legyen, és kivonják a (számottevő) hatalmak köréből”. Ragaszkodott a Rajna, illetve az Alpok által kijelölt természetes határokhoz. Hiába próbálta Caulaincourt a helyzetet reálisabban megítélni, Napóleon hajthatatlan volt. A szövetségesek február 28. és március 10. között a békekötés alapjául csak az 1792-es határokat tudták volna elfogadni.
Nem utolsósorban, hogy nyomást gyakoroljon a francia oldalra, csatlakozott a szövetségesekhez a március elsején Chaumont-ban megalakult négyes szövetség. Castlereagh javasolt egy támadó-védekező szövetséget Franciaország ellen, hogy fenntartsák az egyensúlyt Európában. A kölcsönös megállapodásokat Metternich Ausztria, Nesselrode Oroszország, Castlereagh Nagy-Britannia és Hardenberg Poroszország nevében írta alá. Minden részt vevő hatalom vállalta, hogy amíg Napóleon el nem fogadja a békefeltételeket, a háború végéig 150 000 katonát fognak fegyverben tartani, s a szerződés partnerei egymásnak katonai segítséget nyújtanak. Az Egyesült Királyság úgy nyilatkozott, hogy 1814-ben befizet ötmillió font támogatást. Ahelyett, hogy saját csapatokat küldene, kész volt zsoldosokat toborozni, vagy bármely katonát inkább megfizetni. A különszerződés lehetőségét az ellenfelek között kizárták. Lehetőséget adtak más államoknak arra, hogy később csatlakozzanak a szövetséghez. A megállapodást március 9-én írták alá, március elsejére visszakeltezve. A szerződés húsz évre szólt, s 1815-ben a bécsi kongresszus megújította.
A francia oldalon megkísérelték késleltetni a békekongresszus tárgyalásait. Március 15-én Caulaincourt előadta saját tervezetét a békeszerződésre, amely azonban teljesen különbözött a szövetségesek elképzeléseitől. Akkor Eugène de Beauharnais személyében az Olasz Királyság is belépett a béketárgyalásokba. A szövetségesek helyreállították a Luxemburgi Nagyhercegséget, a Bergi Nagyhercegséget, a fogoly I. Frigyes Ágost szász király uralmát. Franciaország visszakövetelte gyarmatait, az egykori Osztrák-Németalföld, Mainz, majd a Rajnavidék pedig egyáltalán szóba se került.
Így a szövetségesek március 19-én a tárgyalásokat megszakították, s a háború döntötte el a kongresszus dolgát, miután Napóleon már március 20–21-én az arcis-sur-aube-i csata során döntő vereséget szenvedett.

1814. március elsejei dátummal Ausztria, Poroszország, Oroszország és Nagy-Britannia aláírta a szerződést. Az egyezmény nemcsak a Napóleon elleni háborút volt hivatva lezárni, vagy a végső, döntő győzelemig folytatni, hanem az Európai hatalmak egyensúlyát is vissza kellett állítania:

„Tekintettel arra, hogy a jelenlegi szövetségi szerződés az európai egyensúly megőrzésére jött létre, biztosítva a békét és függetlenséget, hatáskörét a támadások értékelésére, amelyektől oly sok éve szenved a világ [...] A szerződő felek megállapodtak abban, hogy e szerződés érvényességét az aláírás napjától számított húsz évben rögzítik.”

## Fordítás
- Ez a szócikk részben vagy egészben  a   Kongress von Châtillon című német Wikipédia-szócikk ezen változatának fordításán alapul.  Az eredeti cikk szerkesztőit annak laptörténete sorolja fel. Ez a jelzés csupán a megfogalmazás eredetét és a szerzői jogokat jelzi, nem szolgál a cikkben szereplő információk forrásmegjelöléseként.